# كريغ برين
كريغ برين (بالإنجليزية: Craig Breen) مواليد 2 فبراير 1990، هو سائق راليات أيرلندي بدأ مسيرته في سنة 2009. كان أول رالي له هو رالي البرتغال 2009. تسابق في بطولة العالم للراليات. نافس في رالي التحدي عبر القارات.

## روابط خارجية
- كريغ برين على موقع Rallye-info.com (الإنجليزية)
- كريغ برين على موقع eWRC-results.com (الإنجليزية)